# Bay du Noc
Bay du Noc, jedna od bandi Algonquian Indijanaca koja je možda pripadala Chippewama. Živjeli su (Hodge) možda na Noquet Bayu na jezeru Michigan u Michiganu. Spominju se s Beaver Island Indijancima u Detroitskom ugovoru iz 1855;;.